# Baobab
Baobab — програма для аналізу використання дисків зі складу вільної середовища робочого столу GNOME. Графічно показує, які теки займають більше місця на диску. Починаючи з версії 2.4.2 Baobab стає частиною пакунку gnome-utils.

## Можливості

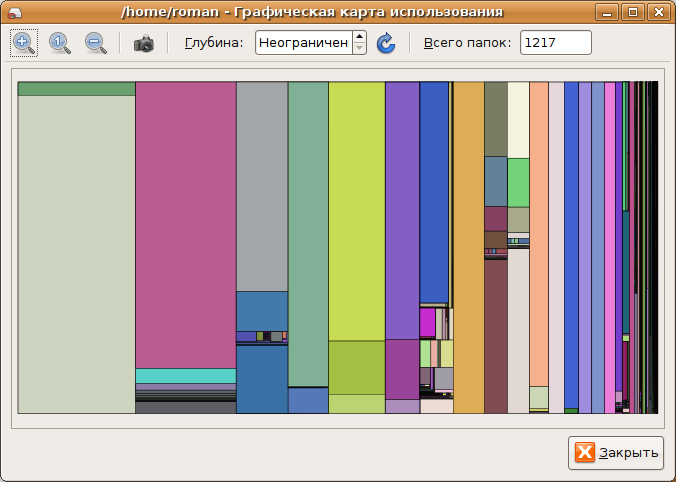
Графічна карта використання

За допомогою програми можна сканувати як цілу файлову систему, так і окрему теку яклокальну так і на віддаленому комп'ютері. Кожну теку можна відкрити у файловому менеджері Nautilus, або вилучити до «кошика». Так само можна стежити за змінами у файловій системі в режимі реального часу. Ще одна можливість — «карта використання», за допомогою якої можна графічно представити дерево підтек обраної теки і зайнятий ними розмір. У більш ранніх версіях програми була присутня можливість пошуку по файловій системі, але потім від цієї функції вирішено було відмовитися.